# آثار الاحتجاجات البحرينية (سبتمبر - ديسمبر 2012)
فيما يلي جدول زمني غير مكتمل عن الأحداث التي تلت الاحتجاجات البحرينية 2011 من سبتمبر إلى ديسمبر 2012.

## سبتمبر 2012

### 4 سبتمبر
أيدت محكمة البحرين أحكاما بالسجن ضد 13 شخصية معارضة بارزة من بينهم سبعة يواجهون عقوبة السجن مدى الحياة بسبب اتهامات بالتخطيط لقلب نظام الحكم الملكي. من بين الذين حكم عليهم هم الناشط عبد الهادي الخواجة الذي انتهى في يونيو 2012 من إضراب استمر 110 يوم وحسن مشيمع وعبد الجليل السنكيس قادة الجماعة المحظورة الشيعية حركة حق وكذلك السني اليساري إبراهيم شريف الذي يرأس جمعية العمل الوطني الديمقراطي اليسارية. أدانت المعارضة بسرعة الأحكام واتهمت المحكمة بأنها «محاكمات صورية» كما أعربت الولايات المتحدة عن قلقها في حين نددت منظمة العفو الدولية الحكم بأنه «شائن».

### 5 سبتمبر
استخدمت قوات الأمن الغاز المسيل للدموع وطلقات نارية لتفريق المحتجين الملثمين الذين أحرقوا إطارات السيارات وصناديق القمامة عند مداخل القرى الشيعية غرب العاصمة المنامة وألقوا زجاجات حارقة وحجارة على قوات الأمن. قالت جمعية الوفاق الوطني الإسلامية الشيعية أكبر حزب معارض في البلاد في بيان أن أحد المتظاهرين أصيب إصابة بالغة في كرانة بعد حصوله على «طلقة مباشرة في منتصف جسمه». ردد المحتجون «الاحكام الخاصة بك ضد شخصيات ثورية لدينا هي ظالمة»! كردة فعل على قرار محكمة الاستئناف في اليوم السابق بالحكم بسجن 13 ناشط بارز بمن فيهم سبعة يواجهون عقوبة السجن مدى الحياة.

### 7 سبتمبر
عقدت أحدث مظاهرة في وسط المنامة محاولة من جانب النشطاء المناهضين للحكومة التي يقودها الشيعة لإحياء الاحتجاجات التي بدأت في فبراير 2011. المحتجون تظاهروا ضد حكم محكمة الاستئناف في 4 سبتمبر التي أيدت أحكاما بالسجن ضد 13 ناشط بارز من بينهم سبعة يواجهون عقوبة السجن مدى الحياة. بعض اللافتات كتب عليها: «الحرية للأسرى» و«نريد قضاء مستقل» وقد كان علي سلمان حاضر. أطلقت الشرطة الغاز المسيل للدموع وحاولوا سد بعض الطرق باستخدام عربات مدرعة لمنع المتظاهرين من الوصول إلى المسيرة.

### 9 سبتمبر
أطلقت الشرطة النار لتفريق «مسيرة سلمية» في وقت متأخر من يوم الأحد في قرية سترة جنوب المنامة. قالت جمعية الوفاق في بيان أن صادق ربيع الذي يمثل الجماعة في المجلس أصيب في ظهره. أبعد ربيع عن الشرطة وذهب به إلى مستشفى خاص. أظهرت صورة أن الذراع الأيمن والكتف مغطاة بعلامات دموية نتيجة طلقات نارية وكذلك يوجد دم في أذنه.

### 10 سبتمبر
ظهر الناشط البحريني في مجال حقوق الإنسان نبيل رجب أمام محكمة الاستئناف ضد حكم بالسجن ثلاث سنوات لتنظيم احتجاجات غير قانونية. قال مسؤول حكومي لبي بي سي أن رجب قال للمحكمة يوم الاثنين أنه تعرض لمعاملة سيئة في السجن لكنه قال أنه لم يتعرض للضرب.

### 17 سبتمبر
تم إدانة سبعة ضباط شرطة بانتهاكات مزعومة ضد المشتبه بهم المحتجين المناهضين للحكومة بما في ذلك استخدام التعذيب للحصول على اعترافات. يقول بيان للحكومة أن ضابطين سيواجهان أخطر الادعاءات وهو استخراج اعترافات قسرية. يواجه الآخرون تهما أقل. تم تحديد موعد للجلسة في 1 أكتوبر.

### 20 سبتمبر
قرر مجلس محافظة النجف في العراق حظر التعامل مع شركة طيران الخليج تضامنا مع أولئك الذين يواجهون «القمع» في المملكة الصغيرة التي يحكمها السنة. القرار الذي اتخذه المجلس جاء في اليوم الذي استئنفت فيه طيران الخليج رحلاتها إلى وجهات مختلفة ذات أغلبية شيعية في العراق وإيران بعد انقطاع دام أكثر من عام.

### 21 سبتمبر
العشرات من الناس انضموا إلى الاحتجاجات المؤيدة للديمقراطية بدعوة من ائتلاف شباب ثورة 14 فبراير. الاشتباكات العنيفة كانت علامة الاحتجاجات في العاصمة خلال الشهر الماضي حيث يحاول المتظاهرون الشيعة نقل المواجهة مع النظام الملكي السني إلى العاصمة المنامة. ردد المتظاهرون: «الشعب يريد إسقاط النظام» و«يسقط حمد» وطالبوا باستقالة خليفة بن سلمان بن حمد آل خليفة الذي يشغل منصب رئيس الوزراء منذ عام 1971. قامت شرطة مكافحة الشغب بقذف الغاز المسيل للدموع وقنابل الصوت اليدوية لتفريق المتظاهرين مما أدى إلى إصابة العديد من المتظاهرين. اعتقلت الشرطة أيضا 29 شخصا يشتبه في «ضلوعهم في أعمال العنف».

### 26 سبتمبر
زينب الخواجة ابنة الناشط الحقوقي المسجون عبد الهادي الخواجة حكم عليها بالسجن لمدة شهرين بتهمة إتلاف الممتلكات في مركز الشرطة بما في ذلك تمزيق صورة للملك حمد بن عيسى بن سلمان آل خليفة. قال بيان من هيئة شؤون الإعلام البحرينية أن زينب الخواجة أكملت الحكم خلال أسبوع بسبب المدة التي قضتها في انتظار المحاكمة.

### 27 سبتمبر
قضت محكمة بحرينية بسجن شرطي 7 سنوات بتهمة قتل المتظاهرين خلال المظاهرات المناهضة للحكومة. ومع ذلك برأت المحكمة ضابطين اثنين آخرين اتهموا بقتل اثنين من المتظاهرين الآخرين علي المؤمن وعيسى عبد الحسن.

### 28 سبتمبر
نزل آلاف الناس إلى الشوارع في مظاهرة للمطالبة باستقالة رئيس الوزراء خليفة بن سلمان آل خليفة. المسيرة الاحتجاجية بين القرى الشيعية التي يسكنها الديه والسهلة بالقرب من العاصمة مرت بسلام نسبيا على الرغم من أن مجموعات صغيرة من المتظاهرين اشتبكت مع قوات الأمن. قتلت الشرطة فتى يبلغ من العمر 17 عاما في قرية بالقرب من العاصمة البحرينية في الليل.

### 29 سبتمبر
أكدت وزارة الداخلية أن شخص مات ولكن رجال الشرطة دافعوا عن أنفسهم من المهاجمين باستخدام قنابل المولوتوف وقضبان الحديد أثناء قيامهم بدورية في وقت متأخر من يوم الجمعة في قرية صدد وهي قرية شيعية بالقرب من المنامة. لكن جمعية الوفاق قالت أن حسين نعمة قتل عندما أطلقت الشرطة رصاص لتفريق احتجاج في القرية.
خرج الآلاف من المشيعين للمشاركة في المسيرة الجنائزية ورددوا شعارات مناهضة للحكومة ولوحوا بالاعلام البحرينية. في وقت لاحق انفصلت مجموعات صغيرة من عدة مئات من المتظاهرين والقوا بالحجارة على وحدات الشرطة. أطلقت شرطة مكافحة الشغب الغاز المسيل للدموع وقنابل الصوت في اشتباكات مع المتظاهرين. لم ترد تقارير فورية عن وقوع اصابات.

### 30 سبتمبر
خفضت محكمة بحرينية أحكاما بالسجن لثلاثة رياضيين محمد ميرزا وشقيقه علي ميرزا ومحمد جواد الذين شاركوا في الاحتجاجات العام الماضي لمدة سنة واحدة من 15 عاما. لاعبي كرة اليد كانوا جزءا من مجموعة من 32 شخصا متهمين بإضرام النار في مزرعة تابعة لأحد أفراد العائلة المالكة في البحرين في قرية قرب المنامة خلال الاحتجاجات في فبراير 2011.

## أكتوبر 2012

### 1 أكتوبر
أيدت المحكمة العليا في البحرين أحكام السجن لتسعة مسعفون لدورهم في الاحتجاجات المؤيدة للديمقراطية في العام الماضي. حكم على الطبيب علي العكري بالسجن خمس سنوات بينما حكم على آخرين بالسجن ما بين شهر وثلاث سنوات. أثارت القضية ضد الممرضات إدانة دولية وتم اعتبارها اختبارا لالتزام الحكومة بالإصلاح.

### 2 أكتوبر
ألقت الشرطة البحرينية القبض على خمسة أفراد آخرون يعملون في المهن الطبية بعد قرار المحكمة أمس برفض الاستئناف لنقض ما مجموعه 11 مهنة طبية وأدينوا لأدوارهم في الاحتجاجات المناهضة للحكومة العام الماضي. اعتبرت خطوة من المرجح أن تجلب المزيد من الانتقادات من جماعات حقوق الإنسان التي استنكرت قرار محكمة الاستئناف.
في الوقت نفسه توفي شاب بحريني في السجن لمشاركته في احتجاجات مناهضة للحكومة العام الماضي بعد نقله إلى المستشفى لتلقي العلاج من مرض وراثي. قالت وزارة الداخلية على تويتر أن محمد مشيمع الذي كان يقضي عقوبة السجن أعلنت وفاته في مستشفى حكومي حيث اعترف في 29 أغسطس «بتلقي العلاج من فقر الدم المنجلي». أكدت جمعية الوفاق الوفاة قائلة: «توفي في السجن [الثلاثاء] في حين يقضي حكما بالسجن لمدة سبع سنوات لمشاركته في المظاهرات المؤيدة للديمقراطية».
في اليوم نفسه تجمع الآلاف من الناس لتشييع مشيمع والتي مرت بسلام. اندلعت مواجهات بعد ذلك عندما أوقفت الشرطة مئات الأشخاص الذين حاولوا تنظيم مسيرة إلى دوار اللؤلؤة مركز الاحتجاجات في العام الماضي. ألقى محتجون قنابل حارقة وحجارة على شرطة مكافحة الشغب التي كانت تحاول تفريقهم بمدافع المياه بعد جنازة.

### 3 أكتوبر
أفرجت السلطات البحرينية عن الناشطة في مجال حقوق الإنسان زينب الخواجة من السجن بعد أن قضت حكما بالسجن لمدة شهرين ل«تدمير الممتلكات الحكومية».

### 5 أكتوبر
اشتبك محتجون مع الشرطة في العاصمة المنامة بعد أن توقفت مسيرتهم من السير نحو دوار اللؤلؤة والتركيز على موجة الاحتجاجات التي بدأت في فبراير من العام الماضي. استخدمت الشرطة مدافع المياه والغاز المسيل للدموع لتفريق مئات من المتظاهرين يوم الجمعة بعد نصب تذكاري لرجل شيعي محمد علي أحمد مشيمع الذي سجن خلال الاحتجاجات المؤيدة للديمقراطية في العام الماضي. قالت وزارة الداخلية على تويتر أن «مجموعة من الارهابيين» هاجمت الشرطة بقنابل المولوتوف وسدوا الشوارع مما دفع الشرطة إلى اتخاذ «اجراءات قانونية» ردا على ذلك.

### 6 أكتوبر
قالت جماعة محلية لحقوق الإنسان أن نبيل رجب بدأ إضراب عن الطعام بعد يومين فقط من الإفراج عنه لفترة وجيزة من السجن لحضور جنازة والدته. بعد الجنازة أعيد رجب مرة أخرى إلى السجن ومنع من حضور مجلس العزاء الذي يستغرق ثلاثة أيام. قال المركز أن رجب دعا المشيعون إلى «مواصلة النضال من أجل الحقوق والديمقراطية» وقال أن خطابه كان عن «التعبير السلمي عن الرأي». السلطات منعت رجب من حضور مجلس العزاء بسبب «الانتهاكات المرتكبة» في الجنازة.

### 7 أكتوبر
أطلق سراح مسعف بحريني بسبب انقضاء فترة سجنه بعد خمسة أيام فقط من الحكم عليه مع زملائه الخمسة بشأن الاحتجاجات المناهضة للحكومة في العام الماضي. أطلق سراح محمود أصغر الذي حكم عليه بالسجن لمدة ستة أشهر عن الفترة التي قضاها قبل إدانته.

### 8 أكتوبر
نفت محكمة بحرينية طلبا للإفراج عن الناشط في مجال حقوق الإنسان نبيل رجب الذي يقضي حكما بالسجن لمدة ثلاث سنوات لمشاركته في احتجاجات مناهضة للحكومة. بشكل منفصل أعلن النائب العام في بيان يوم الاثنين أن الاتهامات ضد ضابط الشرطة المتهم باطلاق النار على المتظاهرين بالرصاص في 17 أغسطس تم إسقاطها.

### 10 أكتوبر
قضت محكمة بحرينية بسجن 4 رجال لتدمير جزء من منزل ضابط شرطة برتبة نقيب مع رافعة سرقت في وقت سابق من هذا العام. قال بيان حكومي أن الهجوم الذي تم في أبريل كان جزء من التخريب المتكرر ضد منزل ضابط الشرطة واضطرت عائلته للانتقال إلى مكان لم يكشف عنه. يقول بيان أنه حكم على أحدهم بالسجن سنتين ونصف السنة بينما حكم على الثلاثة الآخرين بالسجن لسنة واحدة.

### 12 أكتوبر
خرج الآلاف في مسيرة ثانية على طول امتداد الطريق السريع خارج العاصمة المنامة والتي مرت دون وقوع حوادث. نظمت جمعية الوفاق المسيرة الكبيرة تحت شعار «أوقفوا سفك دمائنا فإننا لن نتخلى عن مطالبنا». أطلقت الشرطة الغاز المسيل للدموع وقنابل الصوت لتفريق مئات المحتجين المناهضين للحكومة الذين رموهم بالحجارة في منطقة السوق القديمة في وسط المنامة وألقي القبض على 10 أشخاص.

### 15 أكتوبر
استدعت البحرين القائم بأعمال السفير الإيراني احتجاجا على ما وصفته بالتدخل في شؤونها الداخلية. قال بيان الحكومة أن مهدي إسلامي نشر «عمدا معلومات كاذبة إلى المسؤولين البحرينيين والترويج لها في وسائل الإعلام» و«من خلال علاقات واتصالات مع جماعات معينة في المجتمع البحريني». قالت جمعية الوفاق أن الاجتماع تم بسبب طلب البحرين من إيران «المساهمة في إيجاد انفراجة للأزمة السياسية في البلاد».

### 16 أكتوبر
ألقت الشرطة القبض على الناشط في مجال حقوق الإنسان محمد المسقطي رئيس جمعية شباب البحرين لحقوق الإنسان لمشاركته في احتجاجات مناهضة للحكومة. اقتيد إلى مركز للشرطة في المنامة حيث تم التحقيق معه حول دوره في احتجاجات يوم الجمعة من الأسبوع الماضي. قال محامون أنه أحيل إلى مكتب المدعي العام في اليوم التالي ووجهت إليه تهمة المشاركة في «تجمع غير قانوني».

### 17 أكتوبر
محمد المسقطي الذي ألقي القبض عليه في اتصال مع الاحتجاجات المناهضة للحكومة نفى مشاركته في المظاهرات وأفرج عنه في وقت لاحق.
ادعى ائتلاف شباب ثورة 14 فبراير أن الرجل المسن الحاج حسن عبد الله علي توفي يوم الثلاثاء عندما أطلقت قوات الأمن البحرينية الغاز المسيل للدموع في منزله في جزيرة سترة.

### 18 أكتوبر
اعتقلت السلطات البحرينية أربعة رجال بتهمة التشهير بملك البحرين على تويتر. اعتقل الرجال الأربعة الذين في العشرينات من أعمارهم صباح الأربعاء بعدما صادرت قوات الأمن أجهزة الكمبيوتر الخاصة بهم وغيرها من المعدات الإلكترونية. المتهمين الذين تم احتجازهم لمدة أسبوع سوف يواجهون «محاكمة عاجلة أمام المحكمة الجنائية» وتم إعطاء موعد لذلك.
في وقت متأخر من ليل 18 أكتوبر اشتبكت الشرطة مع المتظاهرين الذين خرجوا إلى شوارع قرية العكر ردا على الدعوة التي وجهها ائتلاف شباب 14 فبراير. سار المتظاهرون حتى الساعات الأولى من صباح اليوم التالي يلوحون بعلم البحرين وهم يرددون هتافات منها: «يسقط حمد» و«الشعب يريد اسقاط النظام».

### 19 أكتوبر
قالت وزارة الداخلية يوم الجمعة ان رجل شرطة بحريني أصيب في انفجار عبوة ناسفة خلال اشتباكات مع متظاهرين وقد مات متأثرا بجراحه في حين كان آخر في حالة حرجة. نشرت الحكومة في وقت لاحق سيارات الدفع الرباعي والمركبات المدرعة للشرطة في جميع أنحاء قرية العكر وأغلقت جميع الطرق المؤدية من وإلى القرية. تم اقامة نقاط تفتيش في مواقع مختلفة وداهمت قوات الأمن المنازل واعتقلت 7 أشخاص على الأقل من المتورطين في الانفجار. ذكر نشطاء حقوق الإنسان في البحرين أن الغارات التي شنت ضد منازل المواطنين غير قانونية والاعتقال التعسفي كان دون أسباب معقولة.
حضر الآلاف من الناس جنازة الشرطي في منطقة تقطنها أغلبية سنية في الرفاع الغربي بعد ظهر يوم الجمعة وردد المشيعين شعارات: «يسقط يسقط عيسى قاسم». في الوقت نفسه مرت مظاهرة مناهضة للحكومة شارك فيها الآلاف والتي نظمتها جمعية الوفاق غرب المنامة بسلام.

### 21 أكتوبر
خفضت محكمة الاستئناف أحكام السجن على قادة جمعية المعلمين اللذين أدينا بالدعوة إلى إسقاط النظام الملكي السني خلال احتجاجات العام الماضي. خفضت عقوبة رئيس الجمعية مهدي أبو ديب إلى النصف أي السجن 10 سنوات بينما خفضت عقوبة نائبة الرئيس جليلة السلمان من 3 سنوات إلى 6 أشهر. وفقا لبيان نقلته وكالة أنباء البحرين فقد أسقطت تهمة الدعوة للإطاحة بالنظام الملكي ولكن تم التمسك بتهمة استغلال منصبيهما في الجمعية للتحريض على الاحتجاجات داعيا إلى إضراب المعلمين وتعطيل الدراسة.
وفقا لجمعية الوفاق فإن اشتباكات اندلعت قرب العكر بعد أن حاول بعض نشطاء حقوق الإنسان ومسعفون دخول القرية التي حاصرتها الشرطة منذ يوم الجمعة. قال بيان للحكومة أنه تمت إقامة نقاط تفتيش كجزء من الجهود الرامية إلى إيجاد الذين يقفون وراء وفاة عمران أحمد الشرطي البالغ من العمر 19 عاما الذي توفي أثناء انفجار ليلة 18 أكتوبر «والتدابير الأمنية التي وضعت في العكر في شكل نقاط تفتيش عند مداخل المنطقة تهدف إلى التحقق من هويات الداخلين والمغادرين من وإلى القرية». قالت الحكومة أيضا أنه تم اعتقال سبعة بحرينيين خلال الاشتباكات.

### 22 أكتوبر
أطلقت السلطات الغاز المسيل للدموع لتفريق أكثر من 200 متظاهر كانوا يحاولون الدخول إلى العكر تحت حملة أمنية في أعقاب تفجير الاسبوع الماضي الذي أدى إلى مقتل شرطي. قال مصور أسوشيتد برس أن المتظاهرين فروا عندما أطلق الغاز المسيل للدموع. تمثل المواجهة محاولة المتظاهرين لدخول العكر لليوم الثاني على التوالي.
برأت محكمة بحرينية سارة الموسى الشرطية التي وجهت إليها تهمة تعذيب نزيهة سعيد الصحفية التي تعمل لفرانس 24 خلال حملة العام الماضي على الاحتجاجات المناهضة للنظام. منظمة مراسلون بلا حدود أدانت الحكم وقالت في بيان أنه «يوضح عدم استقلال النظام القضائي في البحرين». كما قالت المنظمة أن نزيهة ستقوم باستئناف الحكم.

### 24 أكتوبر
وفقا لبيان الشرطة الذي نقلته وكالة أنباء البحرين يوم الأربعاء فقد اشتبكت الشرطة ومتظاهرين مناهضين للحكومة في العكر الثلاثاء مما أدى إلى إصابة شخصين على الأقل. زعم البيان أن المتظاهرين هاجموا الشرطة بقنابل المولوتوف وقضبان الحديد ليلة الثلاثاء مع ما لا يقل عن «اثنين من المشتبه بهم» بجروح. قالت الشرطة أنها تبحث عن «مشتبه بهم آخرين شاركوا في الهجوم». قال شهود عيان أن الشرطة استخدمت الغاز المسيل للدموع من أجل تفريق المتظاهرين الذين تجمعوا في بني جمرة احتجاجا على حصار الحكومة للعكر.

### 26 أكتوبر
يوم الجمعة قال مدير الشرطة الشمالية أن شرطي بحريني كان يعاني من حروق شديدة في هجوم في أبريل قد مات. وفقا للبيان فقد تم إرساله إلى الخارج لتلقي العلاج. أضاف أن الضابط أصيب بحروق في «هجوم إرهابي» في كرزكان ولكن من دون إعطاء المزيد من التفاصيل. يعتبر رجل الشرطة البحريني الثاني الذي يتوفى في الأسبوع.
العشرات من المتظاهرين نزلوا إلى الشوارع في 19 منطقة مختلفة بما في ذلك العاصمة المنامة للمطالبة بتحقيق العدالة الاجتماعية والانتقال السريع إلى الديمقراطية والتمثيل السياسي الحقيقي في الحكومة. هاجمت القوات الحكومية مظاهرة سلمية في المنامة وألقي القبض على والد الطفل الراحل علي جواد الشيخ بين محتجين آخرين. في الوقت نفسه سار الناس في سترة للمطالبة بالإفراج الفوري عن جواد الشيخ.

### 29 أكتوبر
المدعي العام في البحرين طعن في تبرئة شرطية متهمة بتعذيب صحافية واثنين من رجال الشرطة قتلا متظاهرين في احتجاجات مناهضة للنظام العام الماضي.

### 30 أكتوبر
حظرت حكومة البحرين المسيرات والمظاهرات العامة وهي الخطوة التي أثارت ضجة سريعة من الجماعات المدافعة عن حقوق الإنسان ونشطاء المعارضة الذين قالوا أن هدف القرار هو خنق الانتقادات للنظام الملكي الحاكم. في بيان قال وزير الداخلية البحريني أنه تم حظر الاحتجاجات بعد «الانتهاكات المتكررة» من قبل منظمي المسيرة بما في ذلك أعمال شغب والاعتداء على الممتلكات ودعا إلى الإطاحة «بشخصيات وطنية بارزة» وسيتم اتخاذ إجراءات قانونية ضد «أي شخص يحاول تنظيم مسيرة». قال المتحدث باسم الحكومة في مقابلة أن الحظر سيكون مؤقتا ويهدف إلى «تهدئة الأوضاع» بعد وفيات بعض المتظاهرين ورجال الشرطة. يبدو أن هذا القرار سيشعل أزمة خطيرة بالفعل تنطوي على حركة الاحتجاج التي لم تتمكن من انتزاع الحريات من الحكومة التي يقول نشطاء المعارضة أنها تمنع بشكل منهجي كل السبل للمعارضة.

### 31 أكتوبر
انتقدت عدة منظمات لحقوق الإنسان قرار البحرين حيث قالت منظمة العفو الدولية أن هذا الإجراء سيبطل الحق في حرية تكوين الجمعيات والتعبير والتجمع. أعربت بريطانيا عن قلقها بشأن الحظر ولكن دعت المتظاهرين إلى «الكف عن الاحتجاج العنيف». في حين عبرت الولايات المتحدة عن قلقها إزاء الحظر على جميع الاحتجاجات والتجمعات العامة فقد حثت دول الخليج العربي لايجاد وسيلة للسماح باستئناف المظاهرات السلمية. ومع ذلك دافعت البحرين عن قرارها بفرض حظر على جميع الاحتجاجات الشعبية قائلة انه بسبب «العنف المتزايد الذي أدى إلى وفاة وإصابات خطيرة للكثيرين».

## نوفمبر 2012

### 1 نوفمبر
أعرب الأمين العام للأمم المتحدة بان كي مون عن قلقه إزاء القيود التي فرضتها السلطات البحرينية على التظاهرات العامة والتجمعات العامة الأخرى. كما دعا المتظاهرين إلى «ضمان أن أي مظاهرة أن تكون سلمية» مشيرا إلى أن «أعمال العنف الأخيرة التي أسفرت عن مقتل ضابطي شرطة غير مقبول». كما حذر من أن قرار البحرين لحظر الاحتجاجات يمكن أن «يفاقم» التوتر.
قضت محكمة مدنية على ناشط على الإنترنت بالسجن ستة أشهر بتهمة إهانة الملك حمد في تويتر. وكان الناشط الذي لم يكشف عن اسمه من بين أربعة أشخاص اعتقلوا الشهر الماضي بتهمة التشهير بالعاهل البحريني. من المتوقع أن تصدر أحكام قضائية على ثلاثة نشطاء آخرين على تويتر الأسبوع المقبل.

### 2 نوفمبر
أطلقت الشرطة البحرينية الغاز المسيل للدموع على المتظاهرين السلميين كما سار بضع مئات من الناس في جميع أنحاء البلاد يوم الجمعة احتجاجا على حظر حكومي على التجمعات العامة. كما ورد أن الشرطة اعتقلت الناشط البارز يوسف المحافظة. جرت عدة مظاهرات بعد صلاة الجمعة وهتف الناس بشعارات ضد الملك والولايات المتحدة. قال نشطاء أن طفل يبلغ من العمر 12 عام أصيب في الرأس بقنبلة غاز مسيل للدموع أطلقتها الشرطة على محتجين في قرية بلاد القديم. أيضا تم تفريق عشرات المحتجين من قبل عدد غير متناسب من قوات الأمن في قرية الدراز.
قال رئيس فورمولا 1 بيرني إكليستون أنه ليس قلقا بشأن استضافة البحرين مجددا السباق على الرغم من الاشتباكات الجارية بين قوات الأمن والمحتجين المناهضين للحكومة. تم ادراج السباق ضمن موسم 2013 على الرغم من الاحتجاجات العنيفة أحيانا اليومية لمزيد من الحقوق السياسية.

### 3 نوفمبر
أمرت السلطات البحرينية باعتقال الناشط يوسف المحافظة لمدة سبعة أيام متهمة إياه بالمشاركة في مظاهرة محظورة.
ادعى ناشطون في المعارضة أن امرأة تبلغ من العمر 43 عاما آسيا حسن مديح توفيت بعد استنشاق الغاز المسيل للدموع في قرية جد حفص.

### 5 نوفمبر
قالت وزارة الداخلية أن خمسة قنابل انفجرت في قلب العاصمة المنامة يوم الاثنين مما أسفر عن مقتل الهندي ثيرونافوكاراسو موروغايان (29 عاما) والبنغلاديشي شاجيب ميان شكر ميان (33 سنة). قال البيان أن القنابل محلية الصنع ووصف التفجيرات بأنها «أعمال إرهابية» من قبل نشطاء المعارضة. وقعت الانفجارات فيما بين الساعة التاسعة والنصف صباحا والرابعة والنصف مساءا في القضيبية والعدلية. وصفت المتفجرات بأنها «قنابل محلية الصنع» وأصيب منظف هندي آخر يسمى ضانا رام ساينين. أحد مواقع التفجيرات وقع بالقرب من أحد دور السينما حيث توفي موروغايان عندما ركل الحزمة التي انفجرت. قال شاهد عيان أن الانفجار ألحق أضرارا مادية طفيفة مما يشير إلى أنها لم تكن كبيرة.
أثارت التفجيرات العديد من الاستجابة والإدانات من بعض الدول والمسؤولين. أدانت الولايات المتحدة الهجوم ودعت جميع الأطراف إلى الدخول في حوار دون شروط مسبقة لحل التوتر. دعت منظمة العفو الدولية إلى إجراء تحقيق مستقل في الهجمات. قال السياسي المعارض مطر مطر من جمعية الوفاق أنه يشك في أن نشطاء المعارضة كانوا وراء هجمات يوم الاثنين مشيرا إلى أن رجال الدين الشيعة البارزين قد عدوا أتباعهم إلى تجنب تصعيد الصراع مع الحكومة. أشار إلى الشرطة أو الجيش ربما كان مسؤولا أو وحدة مارقة «هذا الحادث الغريب - لماذا؟ لماذا يتم استهداف العمال. أخشى أن الشرطة والجيش فقدوا السيطرة على وحداتهم أو هو إعداد قبل أن يتم إعلان الأحكام العرفية». قالت مريم الخواجة القائمة بأعمال رئيسة مركز البحرين لحقوق الإنسان: «كما هو الحال دائما نحن ندين العنف ولكن نظرا إلى خلفية السلطات البحرينية في نشر المعلومات المضللة فإننا ندعو إلى إجراء تحقيق مستقل في وفاة اثنين من العمال المهاجرين. لا داعي لبدء حملة من العقاب الجماعي والاعتقالات التعسفية والتعذيب بسبب ما حدث».

### 6 نوفمبر
المتظاهرين يشتبكون مع شرطة مكافحة الشغب بعد جنازة آسيا حسن المادح (43 سنة) في قرية جدحفص.
قالت السلطات انها اعتقلت أربعة من المشتبه بهم في التفجيرات التي قتلت شخصين في العاصمة المنامة واتهمت جماعة حزب الله اللبناني بالوقوف وراء الهجمات. نقلت وكالة أنباء البحرين عن وزيرة الإعلام سميرة إبراهيم بن رجب قولها أن التفجيرات «التي قامت بها الجماعات الإرهابية تلقت تدريب خارج البحرين في عدة دول من بينها اللبنان». قالت أن المجموعات كانت تعمل وفقا للمبادئ التي حددها المرشد الأعلى الإيراني آية الله علي خامنئي وأن 19 قناة فضائية موالية لايران تقوم بتحريض مؤيديهم في البحرين لمناهضة الحكومة.

### 7 نوفمبر
ألغت الحكومة جنسية 31 من نشطاء المعارضة ل«تقويض أمن الدولة» بما في ذلك جواد وجلال فيروز النائبين السابقين لجمعية الوفاق وعلي مشيمع نجل زعيم حركة حق المسجون حسن مشيمع. مطر مطر النائب السابق والعضو القيادي في جمعية الوفاق قال لوكالة الأنباء الفرنسية أن العديد من الناشطين الذين ألغيت جنسيتهم يوم الأربعاء برأتهم محكمة عسكرية العام الماضي بعد اتهامهم بالإضرار بأمن الدولة. تشمل القائمة أيضا سعيد الشهابي رئيس حركة أحرار البحرين وثلاثة من رجال الدين الشيعة حسين ميرزا وخالد منصور سند وعلوي شرف. قالت المعارضة أنه يوجد آخرين ضمن القائمة يقيمون في الخارج. أعربت جمعية شباب البحرين لحقوق الإنسان ومركز البحرين لحقوق الإنسان عن «قلقهم العميق» وقالا في بيان مشترك أن السلطات لم تقدم أي دليل. ومع ذلك قالت وزارة الداخلية انها ستنفذ القرار «بما يتفق مع التزامات المملكة بموجب القانون الدولي» وأن من حق المتضررين الاستئناف.

### 8 نوفمبر
أجلت محكمة محاكمة الناشط الحقوقي نبيل رجب. رفضت المحكمة أيضا دعوى أقامها محامو رجب والذي صمم على التشكيك في شرعية قانون حظر المظاهرات. من المتوقع صدور الحكم على الملأ في 11 ديسمبر 2012. كل من مرصد حماية المدافع عن حقوق الإنسان والمنظمة العالمية لمناهضة التعذيب كانا ضد قرار المحكمة مدعين أن الحكم غير عادل.

### 9 نوفمبر
أطلقت الشرطة الغاز المسيل للدموع وسدت الطرق لمنع الآلاف من الشيعة من الصلاة خلف أحد زعمائهم الروحيين. كان زعماء الشيعة دعوا الناس إلى دعم عيسى قاسم في قريته الدراز بعد أن حذرت الحكومة رجال الدين بعدم انتقاد الحكومة أو التحريض على العنف. أظهرت لقطات على موقع يوتيوب لا يمكن التحقق من استقلاليته دخول قنبلة غاز سيارة كانت تقل نساء كن في طريقهن إلى صلاة. أصيبت امرأة بعدما هربت من السيارة ووقعت على الأرض. قالت جمعية الوفاق على تويتر أن شرطة مكافحة الشغب منعت وسائل الإعلام وغير المقيمين من الوصول إلى الدراز صباح الجمعة وأغلقوا جميع الطرق واعتقلت البعض. توفي الطفل البالغ من العمر 16 سنة علي عباس رضي بعد أن اصطدمت به سيارة أثناء مطاردة الشرطة البحرينية خلال حملة على المحتجين. قالت وزارة الداخلية من جهتها في بيان أن المراهق قتل في حادث سير على شارع خليفة بن سلمان السريع.

### 10 نوفمبر
اندلعت اشتباكات عنيفة بعد تشييع مراهق قتل في حادث مروري أثناء حملة على المتظاهرين في اليوم السابق. وفقا لهادي الموسموي من جمعية الوفاق فقد شوهدت قوات الحرس الوطني شبه العسكرية في سترة حيث تحاول السلطات قمع تصاعد العنف السياسي. سابقا استخدمت قوات الحرس أساسا في مواقع رئيسية في العاصمة المنامة بما في ذلك دوار اللؤلؤة الذي كان مركز الاحتجاجات في الأسابيع الأولى. قال بيان للحكومة أن قوات الحرس تقوم بحراسة «المواقع الإستراتيجية» المهددة بالهجوم عليها.

### 11 نوفمبر
حكمت المحكمة على 19 ناشط بالسجن خمس سنوات بتهمة «محاولة قتل رجال الشرطة» خلال احتجاجات عام 2011. تمت إدانتهم ب«وضع كمين للشرطة ومهاجمتهم بقنابل المولوتوف» أثناء المظاهرات في وقت متأخر من ديسمبر 2011 في قرية النويدرات. تمت تبرئة تسع متهمين آخرين.
اندلعت اشتباكات مرة أخرى في اليوم الثاني بعد عقد جنازة صبي قتل يوم الجمعة.
قال علي سلمان رئيس جمعية الوفاق أن مبعوثون من الولايات المتحدة ودول أخرى يعملون كوسطاء مع حكام الدولة الخليجية في محاولة لتخفيف الاضطرابات ولكن المتظاهرون لا يرون أملا يذكر في انفراجة.

### 13 نوفمبر
خرج عشرات المتظاهرين المناهضين للحكومة في شوارع المعامير مساء الثلاثاء لإحياء ذكرى ضحايا النظام. المتظاهرون حملوا الشموع وصور الضحايا من بينهم عباس راضي (16 سنة) الذي يقول نشطاء أنه قتل في 9 نوفمبر عندما صدمته سيارة بينما كان يجري مطاردا من قبل قوات الشرطة البحرينية.

### 17 نوفمبر
قال الاتحاد المنفصل أنه استقطب الآلاف من أعضاء منذ إطلاقه في يوليو 2012. الاتحاد الحر لنقابات عمال البحرين قال عن منافسه أنه: «سياسي جدا وأنه لم يعد يركز على قضايا العمل». قال نائب الرئيس باسم كويتان لقناة بي بي سي أن نقابات 12 شركة قد انضمت إلى اتحاده وقدر عدد الأعضاء بأنهم فيما بين 13 ألف و15 ألف عضو. يقول أن السبب في إنشاء اتحاد جديد عن اتحاد عمال البحرين هو أنه حاليا «لا علاقة له بعد الآن بالعمل». النقابات التي تمثل العمال في العديد من الشركات الكبرى في البحرين عدة منهم له علاقات مع العائلة الحاكمة آل خليفة قد ذهب للانضمام إلى الاتحاد الحر الجديد.

### 18 نوفمبر
رفضت السلطات طلبات عدة مجموعات لتنظيم مسيرة مؤيدة لغزة بعد فرض حظر الاحتجاج المعلن في الشهر الماضي ولكن بدلا من ذلك سمحت بالاعتصام في المكاتب.

### 19 نوفمبر
قالت وزارة الداخلية أن تحقيقاتها الخاصة وجدت أن مجموعة من رجال الشرطة هاجموا جسديا رجل يدعى حسن محمد عبد الله الذي كان يحاول حضور اجتماع في بني جمرة. أشارت الوزارة إلى أن القضية حولت إلى النيابة العامة وستعقد جلسة محكمة في 21 نوفمبر.

### 21 نوفمبر
أدانت منظمة العفو الدولية ما تقول أنه فشل حكومة البحرين على الوفاء بوعدها للإصلاح. في وقت لاحق حكمت المحكمة على 23 مسعف بالسجن ثلاثة أشهر بعد أن شاركوا في المظاهرات. وهم من بين الخمسة والتسعين عامل في مجال الصحة الذين اعتقلوا بين فبراير ومارس 2011 عندما كانت مظاهرات الربيع العربي في البحرين على قدم وساق. وفقا للقرار فإن العاملين في مجال الصحة لديهم الخيار بدفع 200 دينار بحريني (530 دولار أمريكي) لإيقاف عقوبة السجن.

### 23 نوفمبر
قالت الولايات المتحدة أنها تشعر بالقلق إزاء تصاعد العنف في البحرين وحثت الحكومة على ممارسة «ضبط النفس» في الرد على الاحتجاجات.
مفوضة الأمم المتحدة لحقوق الإنسان نافي بيلاي سترسل فريقا من الخبراء إلى البحرين الأسبوع المقبل لمناقشة كيف يمكن للحكومة أن تحسن سجلها لحقوق الإنسان وسط مخاوف من قرار المنامة سحب جنسية 31 شخص وحظر الاحتجاجات العامة. سوف تركز على النظام القضائي فضلا عن المساءلة عن الانتهاكات الحالية والسابقة لحقوق الإنسان ومتابعة المهمة الأولية التي جرت في ديسمبر 2011.

### 26 نوفمبر
تظاهر 400 شخص على الأقل من قرية الدية قرب المنامة متوجهين نحو موقع دوار اللؤلؤة في العاصمة بعد الانتهاء من مراسم عاشوراء. نتيجة لذلك اندلعت مواجهات بين المتظاهرين الذين يبلغ عددهم بالآلاف وفقا للمعارضة وقوات الأمن. ألقي القبض على متظاهر واحد على الأقل واستخدمت قوات الأمن الغاز المسيل للدموع وقنابل الصوت لهزيمة الحشد. تم التغلب على العشرات بالغاز المسيل للدموع. قالت وزارة الداخلية انها واجهت مجموعة من «مثيري الشغب» الذين استخدموا القنابل الحارقة والحجارة ومتاريس خشبية لسد الشارع الرئيسي هناك.

### 30 نوفمبر
حثت منظمة العفو الدولية البحرين على إطلاق سراح 13 من نشطاء المعارضة المسجونين قائلة بأن القيام بذلك من شأنه أن يثبت النظام الملكي «التزاما حقيقيا» بالإصلاح واحترام حقوق الإنسان.

## ديسمبر 2012

### 1 ديسمبر
خرج المتظاهرون إلى الشوارع ردا على الدعوة التي وجهها ائتلاف شباب 14 فبراير لمسيرات ضد غلق القرية الشيعية المهزة منذ 7 نوفمبر. المتظاهرين وبعضهم ارتدى أقنعة لوحوا بالعلم البحريني وصور الأسرى ورددوا: «إن الحصار لا يجعلنا خائفين» و«يسقط حمد». ردت الشرطة باطلاق الغاز المسيل للدموع والقنابل الصوتية مما أدى إلى إصابة بعض المتظاهرين.

### 3 ديسمبر
حددت محكمة النقض موعدا لاعلان حكمها في محاكمة 13 من قادة المعارضة في 7 يناير 2013. رفضت المحكمة أيضا طلب من الدبلوماسيين الأجانب وممثل حقوق الإنسان بالأمم المتحدة بالإفراج عنهم بكفالة في انتظار الحكم.

### 7 ديسمبر
آلاف المتظاهرين في مسيرة في قرية بالقرب من العاصمة البحرينية للمطالبة بالإطاحة برئيس الوزراء. كان التجمع الأول الذي يسمح له رسميا منذ نهاية أكتوبر 2012 عندما حظرت السلطات الاحتجاجات لضمان «الحفاظ على الأمن».
قال ولي العهد أنه يجب على كبار الزعماء الدينيين الشيعة التنديد بقوة العنف كخطوة رئيسية لتخفيف الاحتجاجات.

### 10 ديسمبر
حث المبعوث الأمريكي الرفيع مايكل بوسنر السلطات على محاكمة المسؤولين عن القمع الواسع النطاق ضد الاحتجاجات المناهضة للحكومة. حث القيادة البحرينية على إسقاط التهم ضد النشطاء المشاركين في «التعبير السياسي اللاعنفي» معربا عن قلقه إزاء التدابير الأخيرة بما في ذلك إلغاء المواطنة عن 31 ناشط.
حكمت السلطات على زينب الخواجة بالسجن لمدة شهر واحد لمشاركتها في مظاهرة غير مرخص لها وأدينت بدخول «منطقة محظورة» من دوار اللؤلؤة في 12 فبراير 2012. ومع ذلك أنكر محاميها التهم قائلا: ليس هناك «أي قرار رسمي يعلن أن دوار اللؤلؤة هي منطقة محظورة».

### 11 ديسمبر
خفضت محكمة استئناف عقوبة السجن على الناشط في مجال حقوق الإنسان نبيل رجب من ثلاث سنوات إلى سنتين. تم إلغاء تهمة إهانة الشرطة ومع ذلك أيدت المحكمة إدانة رجب بتشجيع «تجمعات غير قانونية». دعا جو ستورك من منظمة هيومن رايتس ووتش القرار «بالغريب» مدعيا بأنه إضفاء الطابع السياسي على القضاء البحريني.

### 14 ديسمبر
تظاهر الآلاف من أنصار المعارضة سلميا يوم الجمعة قرب المنامة حاملين العلم الوطني وساروا على طول الطريق الذي يربط بين عدة قرى ورددوا شعارات ضد النظام وتحث على الإصلاحات.

### 16 ديسمبر
بعد فترة وجيزة من خطابه السنوي دعا الملك حمد للوحدة في كلمة بمناسبة العيد الوطني للمملكة وقد حدثت اشتباكات بين المتظاهرين وقوات الشرطة في أماكن متفرقة من القرى القريبة من العاصمة المنامة. في مكان آخر سد شبان ملثمين الطرق بالاطارات المشتعلة في حين أن دعت مجموعة احتجاجية بتنظيم مسيرة على نطاق واسع في وقت لاحق في الأسبوع التالي.

### 17 ديسمبر
مجموعات من المتظاهرين تجمعوا ورددوا شعارات في الشوارع الضيقة في منطقة السوق التقليدية في المنامة. سد نشطاء أيضا الشوارع العامة استعدادا لمظاهرة حاشدة بمناسبة «يوم شهداء البحرين» وهو الاحتفال السنوي لاثنين من المتظاهرين الذين قتلوا في عام 1994. أفاد سكان محليون الاستخدام الواسع النطاق للغاز المسيل للدموع والبنادق والقنابل الصوتية التي تسببت في إصابات خطيرة وحرجة للمحتجين مع الشرطة التي اعتقلت 25 شخص على الأقل بما في ذلك الناشط يوسف المحافظة.

### 18 ديسمبر
السلطات مددت اعتقال يوسف المحافظة لمدة سبعة أيام بتهمة نشر أخبار كاذبة على تويتر.